# Indigofera nephrocarpoides
Indigofera nephrocarpoides är en ärtväxtart som beskrevs av Jan Bevington Gillett. Indigofera nephrocarpoides ingår i släktet indigosläktet, och familjen ärtväxter. Inga underarter finns listade i Catalogue of Life.